# Peter Riis Andersen
Pour les articles homonymes, voir Andersen.
Peter Riis Andersen (né le 25 juillet 1980) est un coureur cycliste danois. Spécialiste du VTT, il pratique également le cyclo-cross et le cyclisme sur route.

## Biographie
Peter Riis Andersen est Champion du Danemark de cyclo-cross espoirs. Il remporte à quatre reprises son championnat national de VTT entre 2001 et 2007. Aux Jeux olympiques de 2004 à Athènes, il se classe 18e du cross-country. Sur route, il court au sein de l'équipe continentale danoise GLS en 2007 et 2008. En 2007, il remporte une étape du Ringerike Grand Prix. Aux Championnats d'Europe d'Albstadt en 2008, il décroche la médaille d'argent cross-country marathon, sa première médaille internationale.
Le 28 juillet 2008, il est annoncé qu'il a été testé positif à l'EPO. Le coureur reconnait les faits et est immédiatement licencié par son équipe ALB-Gold. En raison de cette infraction, le sponsor ALB-Gold a abandonné le sponsoring à la fin de l'année 2008 et l'équipe a dû être dissoute. Peter Riis Andersen a également été exclu de la sélection danoise pour les Jeux olympiques de Pékin et a mis un terme à sa carrière.

## Palmarès en VTT

### Jeux olympiques
- Athènes 2004
  - 18e du cross-country

### Championnats du monde
- Vail 2001
  - 9e du cross-country espoirs
- Kaprun 2002
  - 9e du relais par équipes
- Lugano 2003
  - 5e du relais par équipes
- Bad Goisern 2004
  - 16e du cross-country marathon
- Lillehammer 2005
  - 4e du cross-country marathon
- Fort William 2007
  - 14e du cross-country

### Championnats d'Europe
- Saint-Wendel 2001
  -  Médaillé de bronze du cross-country espoirs
- Kluisbergen 2005
  - 8e du cross-country
- Chies d'Alpago 2006
  - 9e du cross-country
- Albstadt 2008
  -  Médaillé d'argent du cross-country marathon

### Championnats nationaux
- 1997
  -  Champion du Danemark de cross-country juniors
- 1998
  - 2e du cross-country juniors
- 2000
  - 3e du cross-country
- 2001
  -  Champion du Danemark de cross-country
- 2003
  - 2e du cross-country
- 2004
  -  Champion du Danemark de cross-country
- 2005
  -  Champion du Danemark de cross-country
- 2006
  - 2e du cross-country
- 2007
  -  Champion du Danemark de cross-country

## Palmarès sur route
- 2007
  - 4e étape du Ringerike Grand Prix

## Palmarès en cyclo-cross
- 1996-1997
  - 3e du championnat du Danemark de cyclo-cross juniors
- 1997-1998
  - 2e du championnat du Danemark de cyclo-cross juniors
- 1999-2000
  - 2e du championnat du Danemark de cyclo-cross espoirs
- 2000-2001
  -  Champion du Danemark de cyclo-cross espoirs
- 2001-2002
  - 3e du championnat du Danemark de cyclo-cross espoirs